# Церковь Успения Пресвятой Богородицы на Покровке

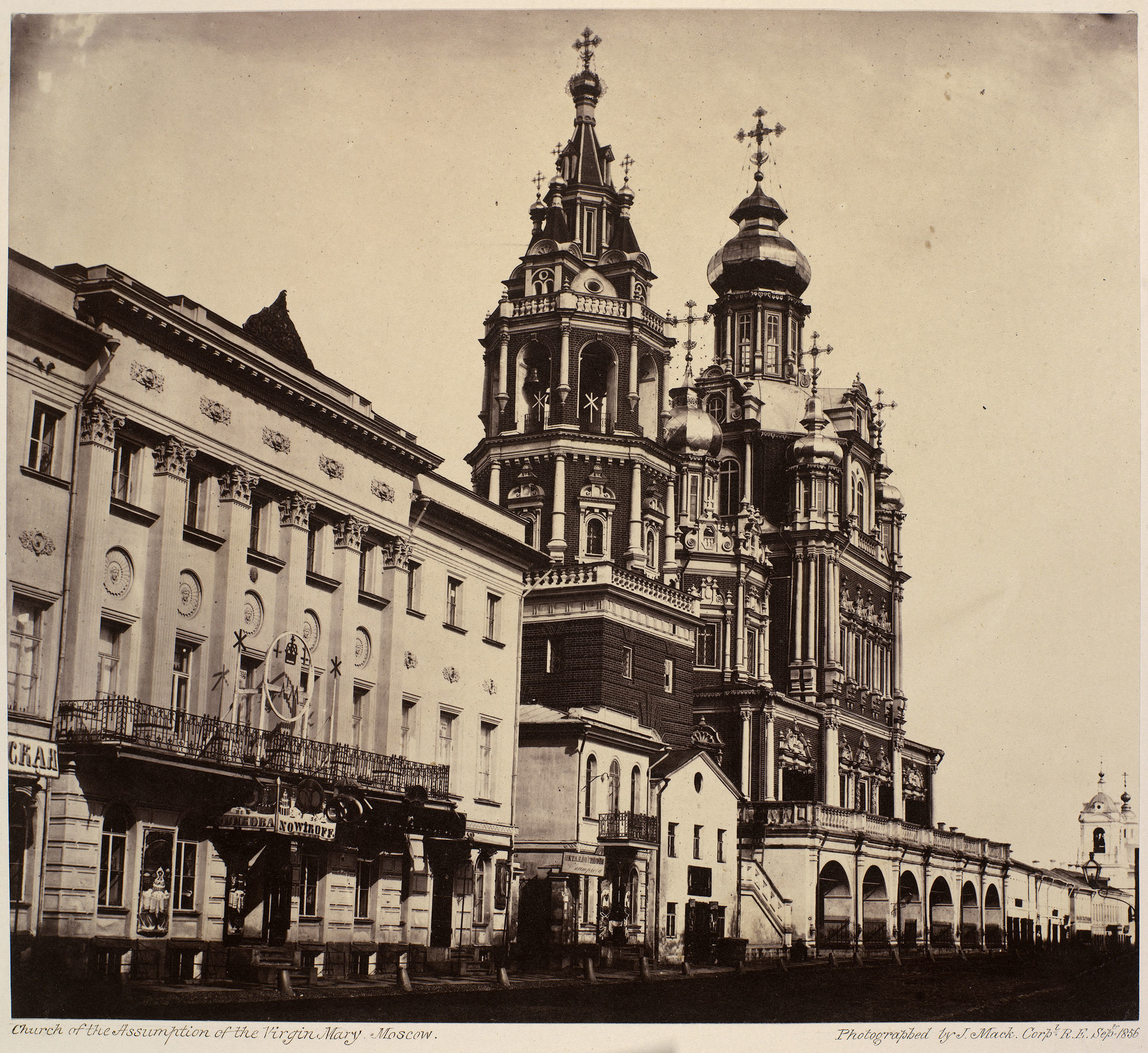
Церковь Успения Богородицы. Фото 1856 года

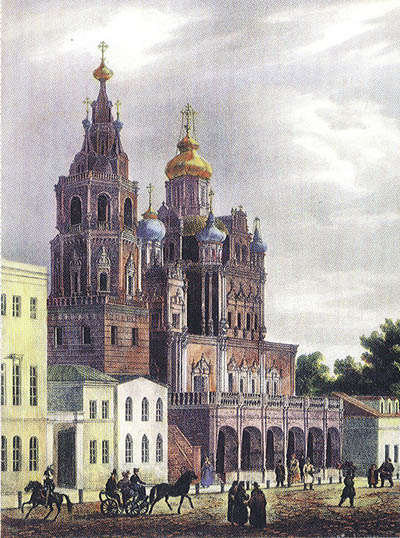
Успенский храм. Литография О. Кадоля 1825 года

Церковь Успе́ния Пресвято́й Богоро́дицы на Покро́вке (в Котельниках) — утраченный православный храм в Белом городе Москвы, на Покровке, один из ярчайших памятников «нарышкинского барокко». Гипотетическим зодчим называют Петра Потапова, чьё имя приводится также в связи с перестройкой стилистически близкого к храму Новодевичьего монастыря. Разрушена в 1936 году. Сохранённые элементы декора открыты для обозрения на территории Донского монастыря.

## Отзывы о храме
….В юности я впервые приехал в Москву, и нечаянно набрел на церковь Успения на Покровке.
Я ничего не знал о ней раньше. Встреча с ней меня ошеломила. Передо мной вздымалось застывшее облако бело-красных кружев. Не было «архитектурных масс». Её лёгкость была такова, что вся она казалась воплощением неведомой идеи, мечтой о чём-то неслыханно прекрасном. Её нельзя себе представить по сохранившимся фотографиям и рисункам, её надо было видеть в окружении низких обыденных зданий. Я жил под впечатлением этой встречи и позже стал заниматься древнерусской культурой именно под влиянием толчка, полученным мной тогда. Д. С. Лихачёв

Это была и любимая московская церковь Фёдора Достоевского. Его жена вспоминала, что, бывая в Москве, он возил её, «коренную петербуржку», посмотреть на эту церковь, потому что чрезвычайно ценил её архитектуру. И бывая в Москве один, Достоевский всегда ехал на Покровку помолиться в Успенской церкви и полюбоваться на неё. Он заранее останавливал извозчика и шел к ней пешком, чтобы по пути рассмотреть храм во всей красе. А бывал он в этих краях и потому, что в Старосадском переулке жила его любимая тетка и крёстная А. Куманина, которую он часто навещал. Отношения с Москвой у Достоевского были глубокие и личные: величайший гений России родился в ней, впитал здесь «русский дух» и отсюда переносил церковное и национальное начало в свои произведения. Москва для него была городом церквей и колокольного звона. А Успенская церковь была истинным, национальным символом Москвы.

## История

### История местности

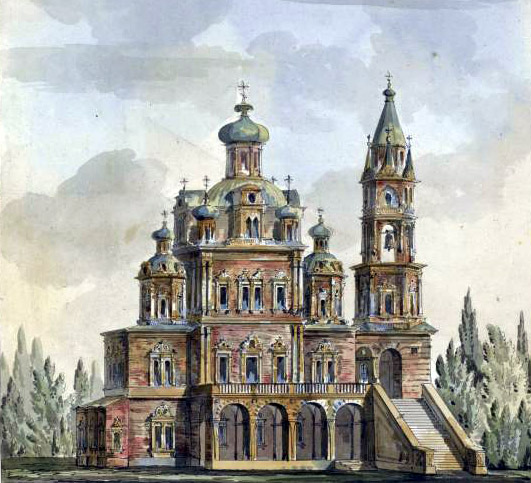
Церковь Успения на Покровке. Рисунок Джакомо Кваренги

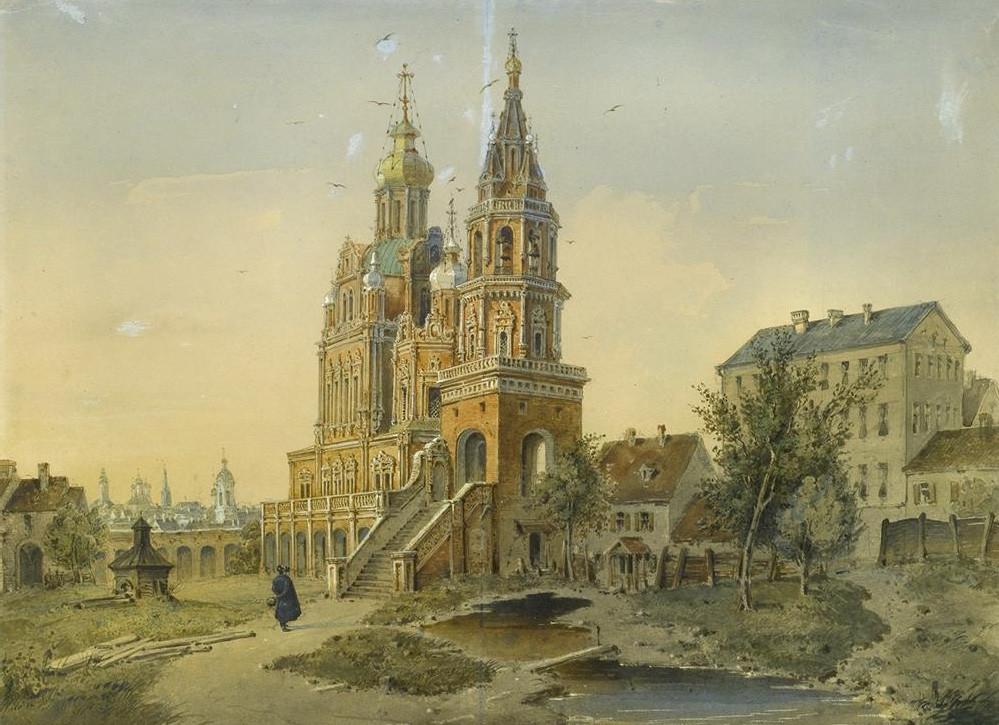
Церковь Успения на Покровке. Рисунок А. Вейса, 1845 г.

В районе Покровки — одной из старейших улиц Москвы и современного Потаповского переулка издревле находилась дворцовая слобода московских котельников. Впоследствии слобода переместилась на Таганку, в район Котельнической набережной. Мастера Покровской Котельной Слободы делали кухонные котлы всех фасонов и размеров, горшки, чугунки и прочую металлическую посуду для государева двора. Котельники, жившие слободой по левой стороне Покровки, и построили себе приходскую Успенскую церковь.
При первых Романовых Покровка стала главной государевой дорогой в царские загородные резиденции — Измайлово и Рубцово-Покровское. Здесь начали селиться знатные люди и зажиточные купцы — новые прихожане Успенской церкви. Одним из них был купец-гость Иван Сверчков, имевший собственные палаты в Малом Успенском переулке (ныне Сверчков переулок). Прозвище «гость» имело очень древние московские корни: так называли верхушку торгового сословия — богатейших купцов, занимавшихся иностранной и крупной оптовой торговлей.

### Строительство храма
Деревянная церковь известна с 1511 года. По ней прилегающие переулки были названы Большим и Малым Успенским (в наше время соответственно Потаповский и Сверчков). В 1656 году котельники выстроили себе каменную Успенскую церковь, что свидетельствовало об их материальном достатке.
В 1696—1699 годы на средства московского купца Ивана Сверчкова мастером Петром Потаповым была выстроена новая церковь.

Нижняя церковь, как видно на имеющейся в ней надписи, построена в 1696 году, а верхняя, как видно из надписи на свитке при входе в неё, с западной стороны, на колонне: «Лета 7214 (1696) октября 25 дня. Дела рук человеческих делал именем Петрушка Потапов».

### Архитектура храма

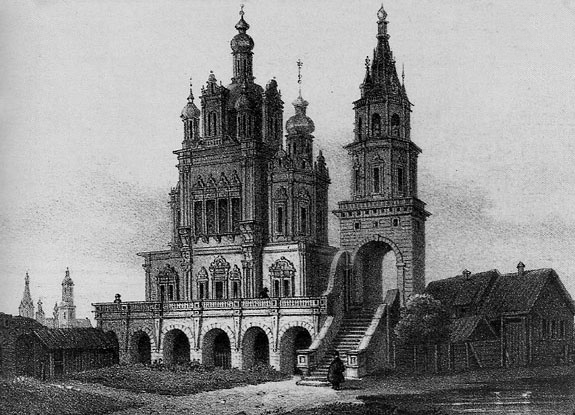
Успенский храм

Здание было одним из самых значительных и оригинальных по художественным достоинствам и характеру композиционного решения сооружений в стиле московского барокко.
Церковь была поднята на высоком подклете и окружена открытой галереей-папертью на аркаде. Успенская церковь состояла из собственно храма и пониженных симметричных объёмов апсиды и притвора.
Храм представлял собой восьмерик на двухсветном четверике, завершённый главой на гранёном барабане, апсида и притвор — низкие односветные четверики, несущие световые восьмерики с главками на барабанах.
Стремление зодчего придать необычной для русской архитектуры постройке черты традиционности проявилось в размещении на углах четверика храма четырёх дополнительных малых главок, образующих вместе с завершением восьмерика образ более привычного пятиглавия, а также в сооружении с западной стороны паперти высокой трехъярусной шатровой колокольни. По сторонам колокольни располагались две широкие лестницы: северная была обращена к палатам Сверчкова, южная выходила на красную линию улицы Покровки.
Насыщенный белокаменный декор здания, выполненный с применением почти всех наиболее часто встречающихся приёмов и форм московского барокко (гребни над восьмериками приделов, пучки угловых колонок, обрамления окон и дверных проёмов с фигурными навершиями), дополняли ризалиты с декоративными балкончиками, размещённые по сторонам восьмерика, и невысокие шатры с главками, поставленные в основании центрального шатра колокольни.
Василий Баженов считал Успенскую церковь одним из красивейших зданий в Москве и «ярко национальным» творением. Архитектор сравнивал её с храмом Климента Римского в Замоскворечье и храмом Василия Блаженного, но говорил, что церковь Успения «больше обольстит имущего вкус, ибо созиждена по единому благоволению строителя», отмечая тем необыкновенную целостность и многосложность её облика.
Восхищался Успенской церковью и Варфоломей Растрелли. По мнению специалистов, она вдохновила его на создание Смольного собора в Санкт-Петербурге, «наиболее русского» из всех произведений Растрелли, по выражению Игоря Грабаря.
Согласно легенде, Наполеон I во время оккупации Москвы также был восхищён этой церковью: якобы он распорядился поставить караул, чтобы охранять её от пожара и мародёров. Согласно карте разорённой Москвы из книги Александра Булгакова «Русские и Наполеон Бонапарте» 1813 года, территория Покровки не была охвачена пожаром и, соответственно, храм от пожара 1812 года не пострадал. Другая легенда сообщает, что Наполеон собирался распилить церковь на большие куски и перенести в Париж. . Толщина стен церкви Успения на Покровке составляет от 1,2 до 2 метров, и сомнительно, чтобы разбор и перевозка храма по частям на расстояния в несколько тысяч километров могла быть осуществлена.

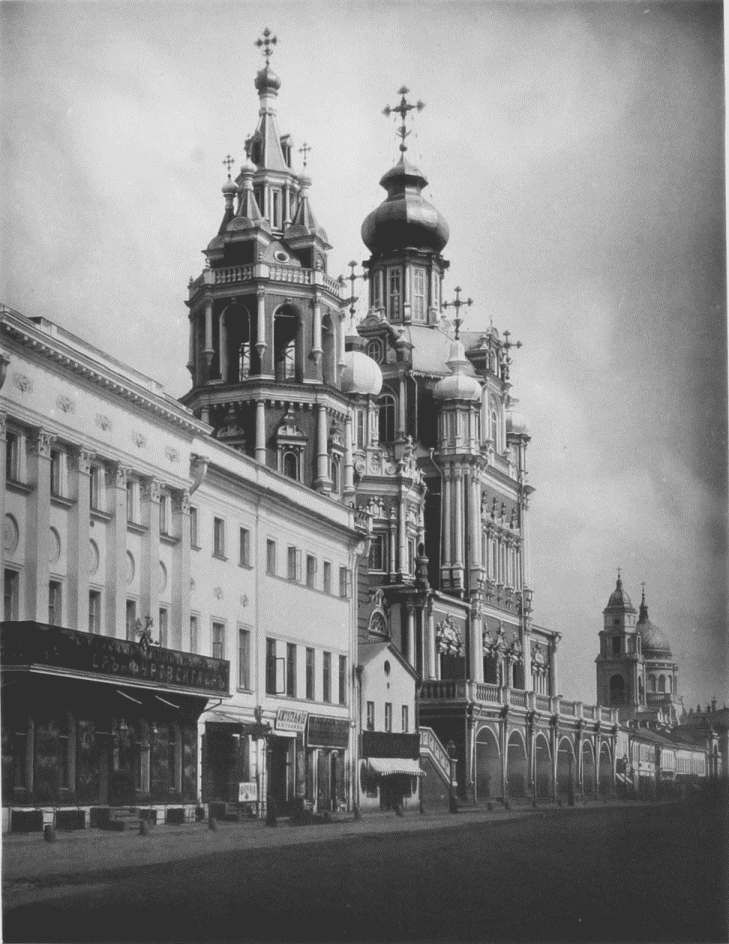
Успенский храм, 1883 год
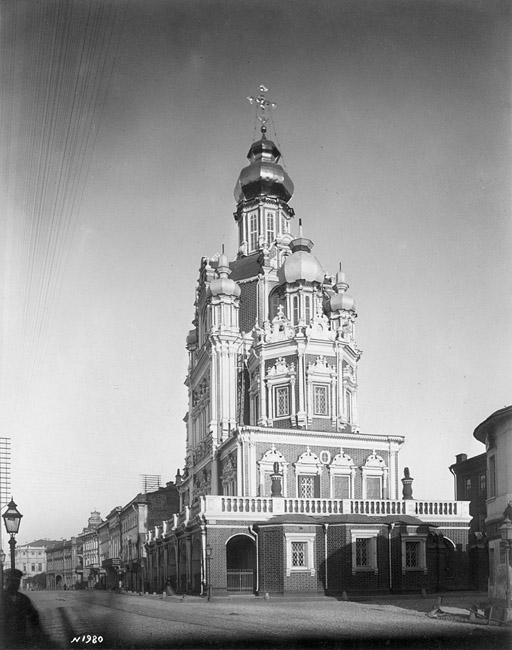
Успенский храм, 1883 год
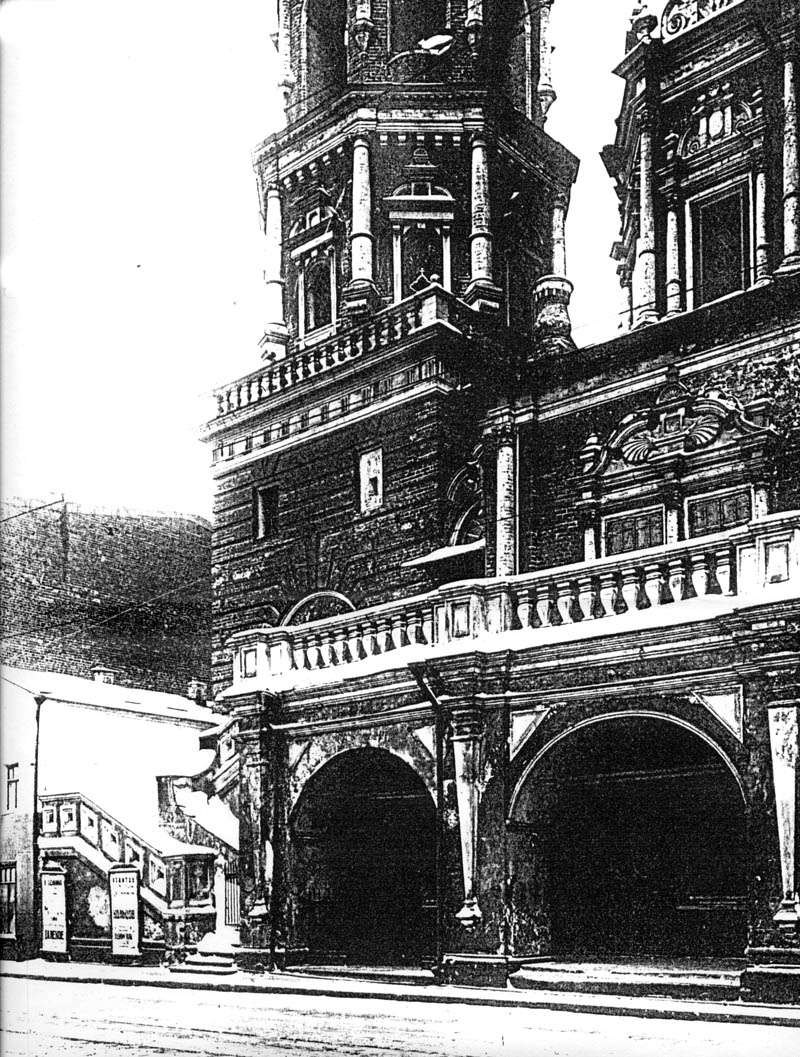
Успенский храм, фрагмент
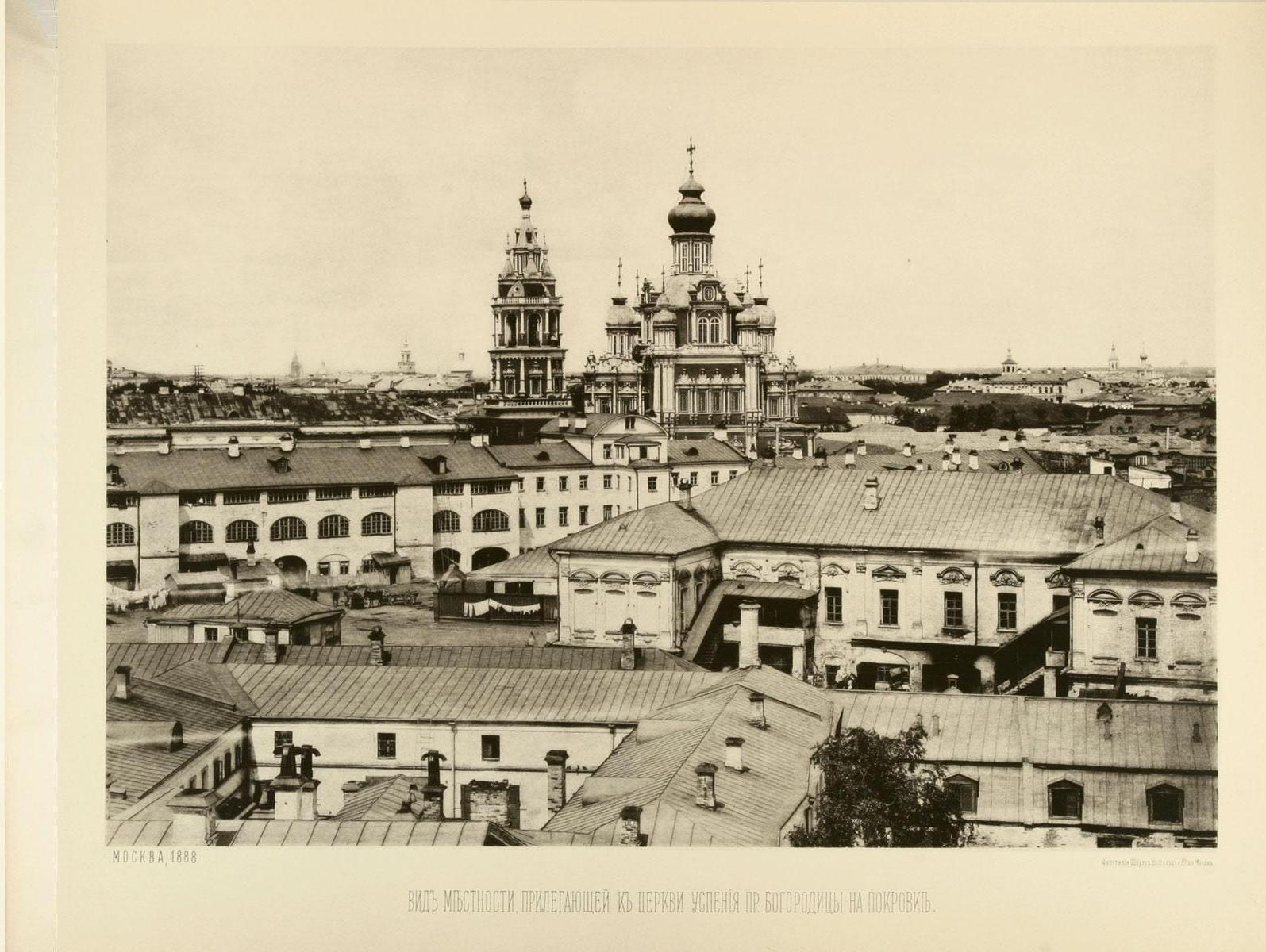
Вид местности, прилегающей к церкви, 1882 год, фото из альбома Н. А. Найдёнова
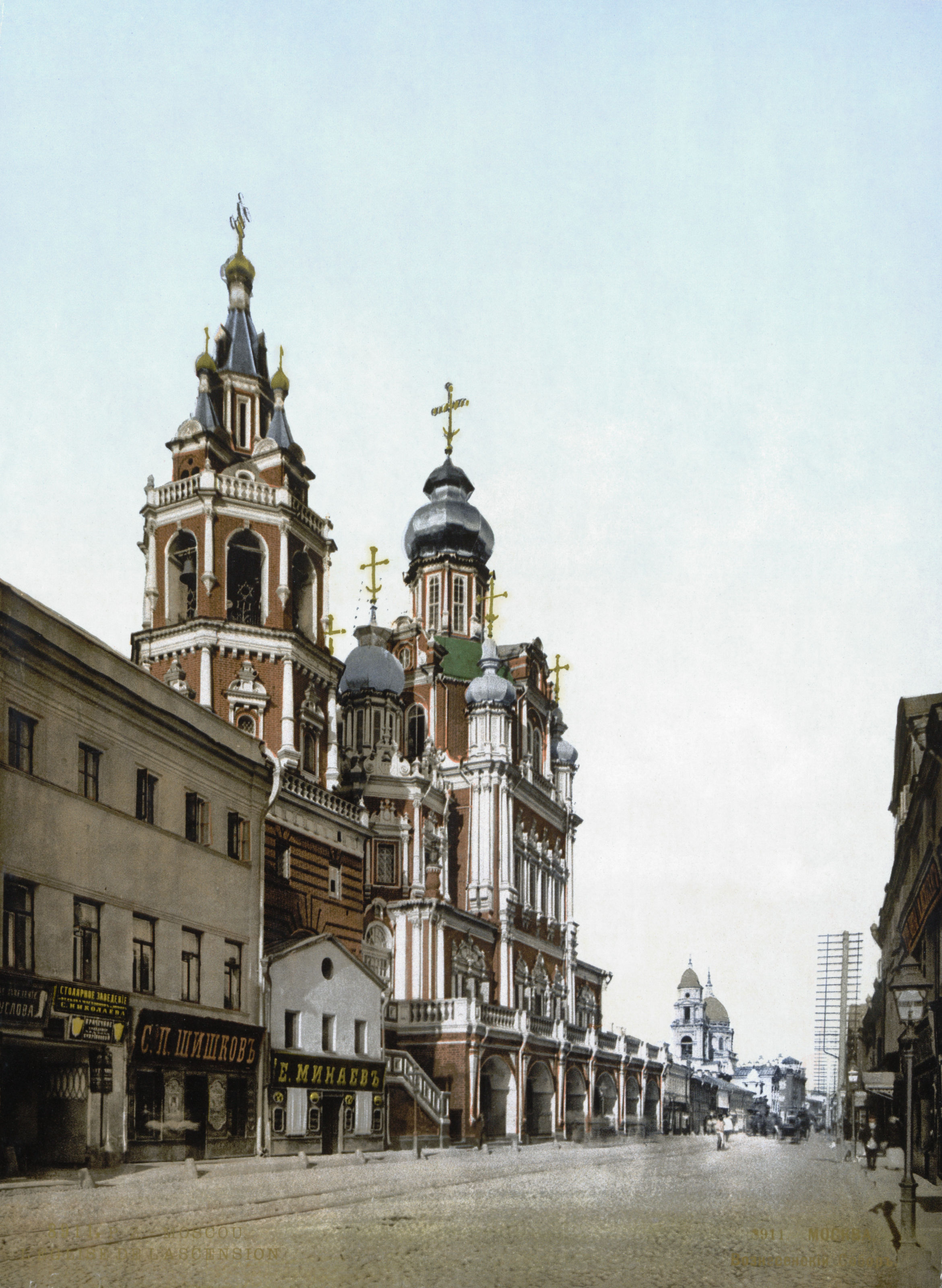
Успенский храм на открытке конца XIX века

### Советский период
По инициативе наркома просвещения Анатолия Луначарского в 1922 году Большой Успенский переулок был назван Потаповским в честь зодчего, построившего церковь, а Малый Успенский — Сверчковым в честь купца Ивана Сверчкова, на средства которого был построен храм. Луначарский, умерший в 1933 году, использовал свой авторитет и власть, чтобы на время сохранить храм.
28 ноября 1935 года Моссовет под председательством Николая Булганина постановил: «Имея в виду острую необходимость в расширении проезда по ул. Покровке, церковь так называемую Успения по Покровке закрыть, а по закрытии снести».
Архитекторы-реставраторы, среди которых был Пётр Барановский, пытались защитить храм. Перед сносом реставраторы-энтузиасты получили разрешение сделать обмеры и снять образцы резных белокаменных деталей. Зимой 1936 года Успенскую церковь снесли до основания.

## Сохранившиеся фрагменты и планы воссоздания
На месте церкви на углу Покровки и Потаповского переулка находится сквер. Долгое время там была пивная, а потом летнее кафе от соседнего через дорогу ресторана. В XXI веке в бывшем доме причта находилась кофейня Starbucks, с 2014 года — грузинский ресторан «Саперави», в помещении которого открыт на обозрение единственный сохранившийся фрагмент стены уничтоженной церкви, примыкавшей к дому причта.
На месте храма ежегодно (начиная с 2017 года) на праздник Успения инициативной группой по воссозданию храма проводится молебен.

### Сохранённые фрагменты храма

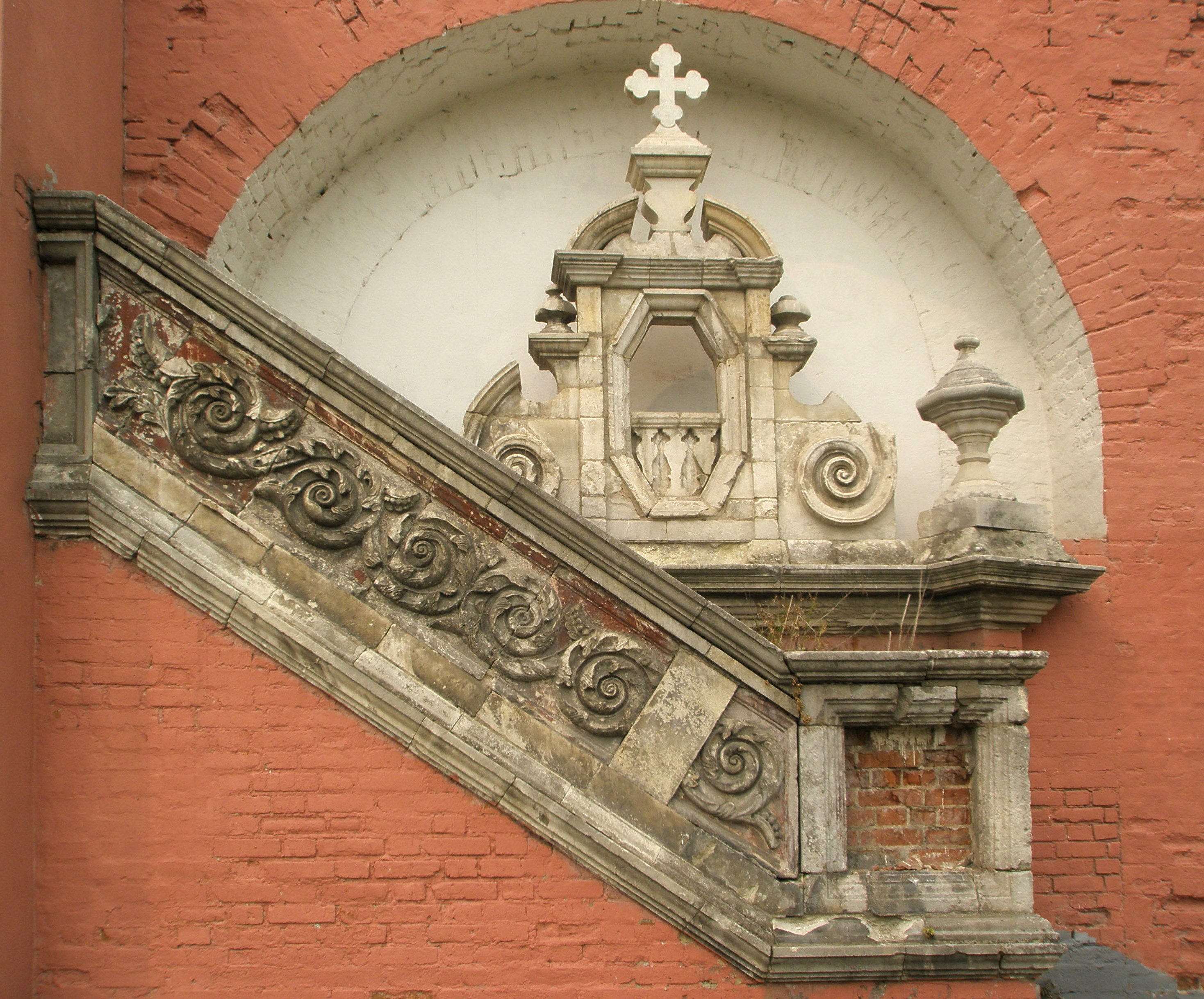
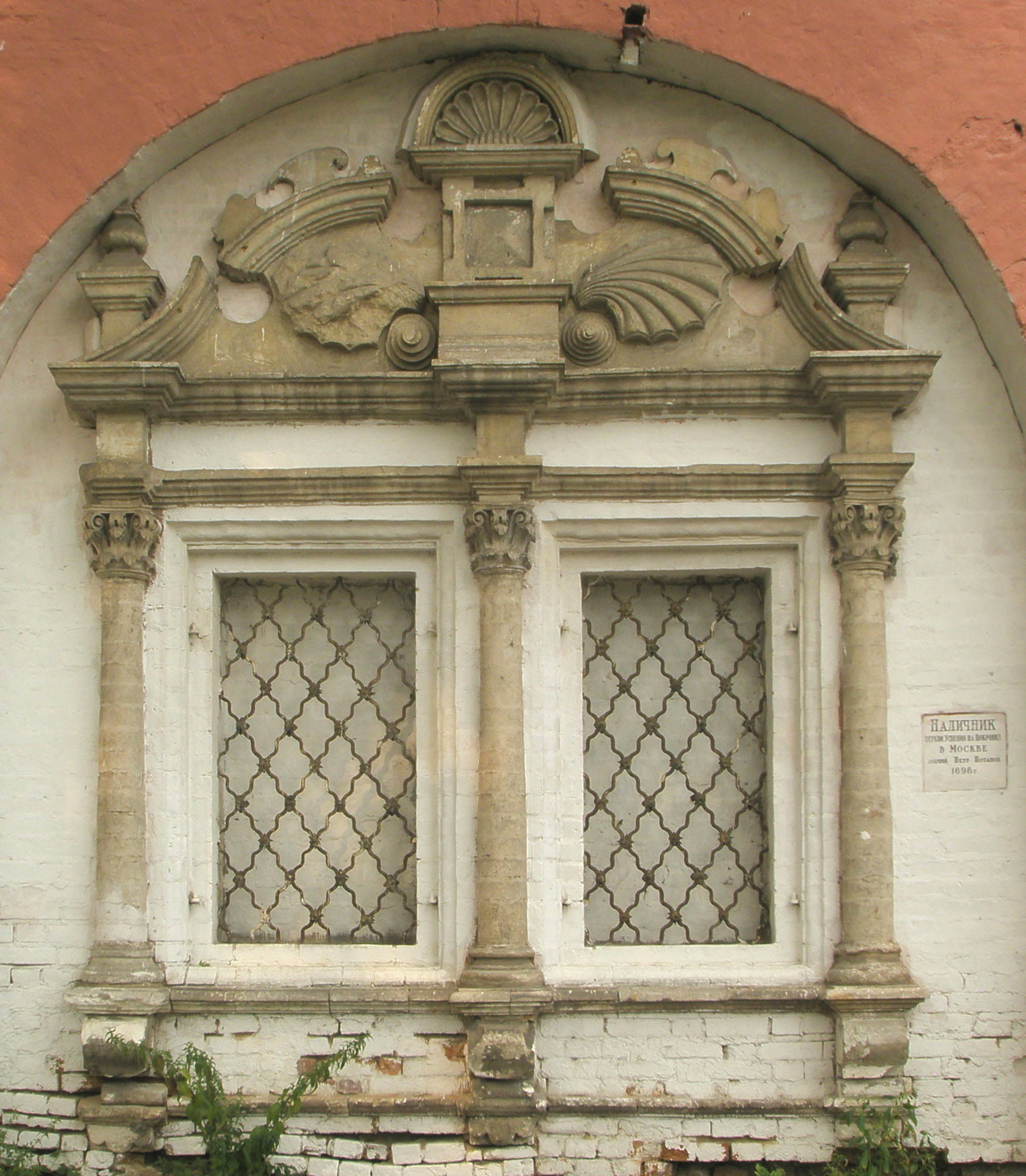
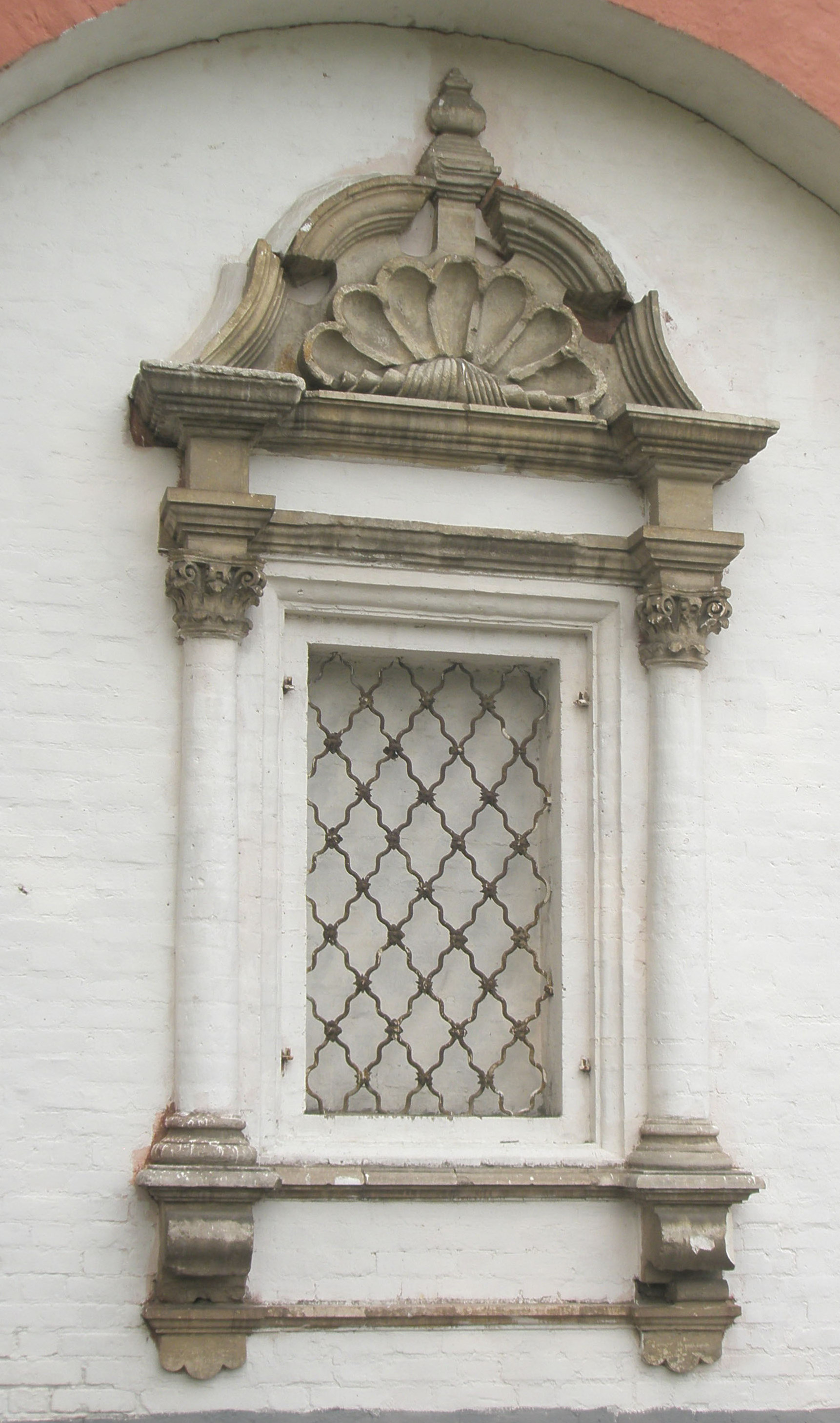
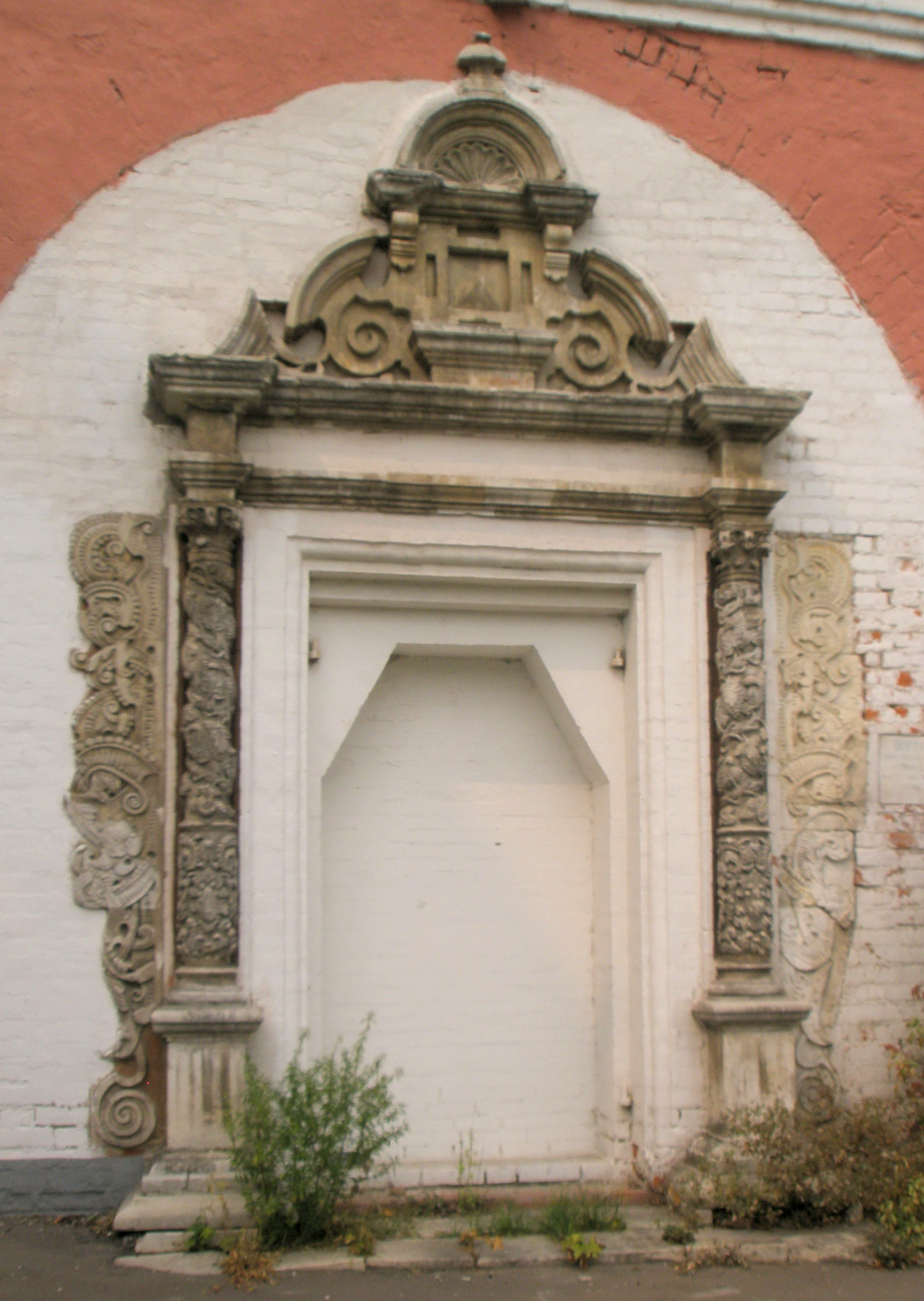
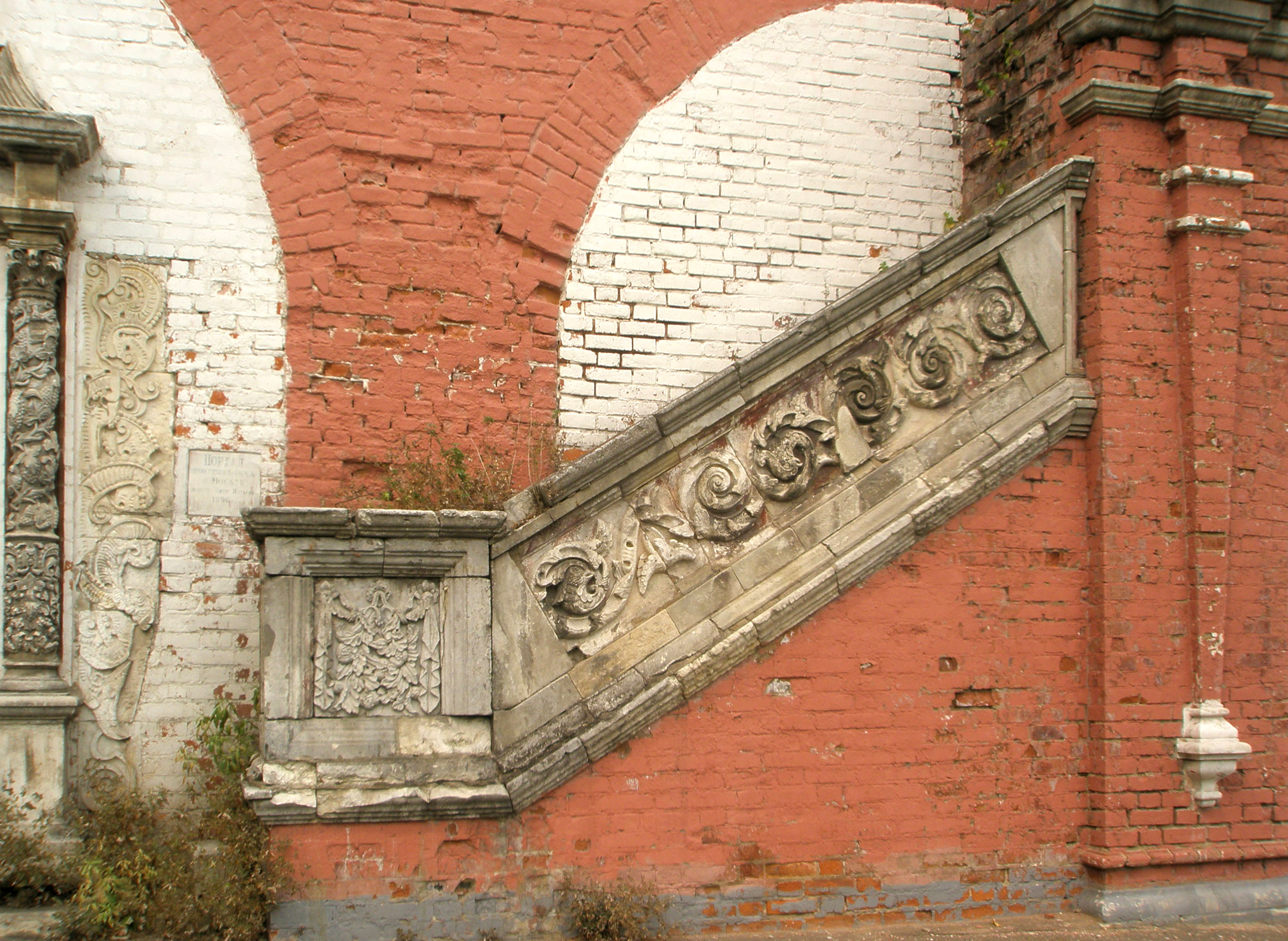

Два резных наличника и портал были сохранены и вмурованы в северную стену ограды Донского монастыря, когда в монастыре был устроен филиал Музея архитектуры имени Щусева.

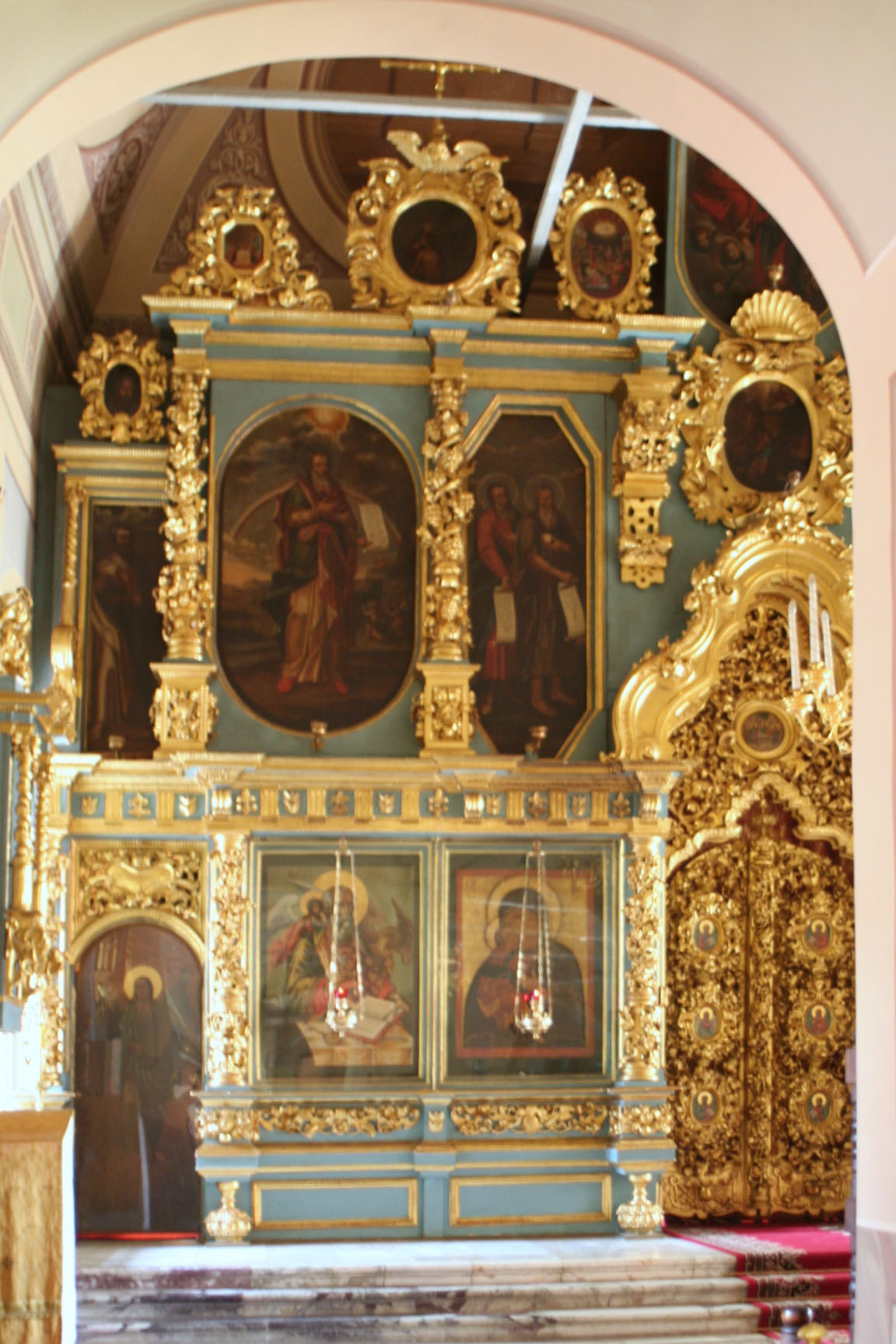
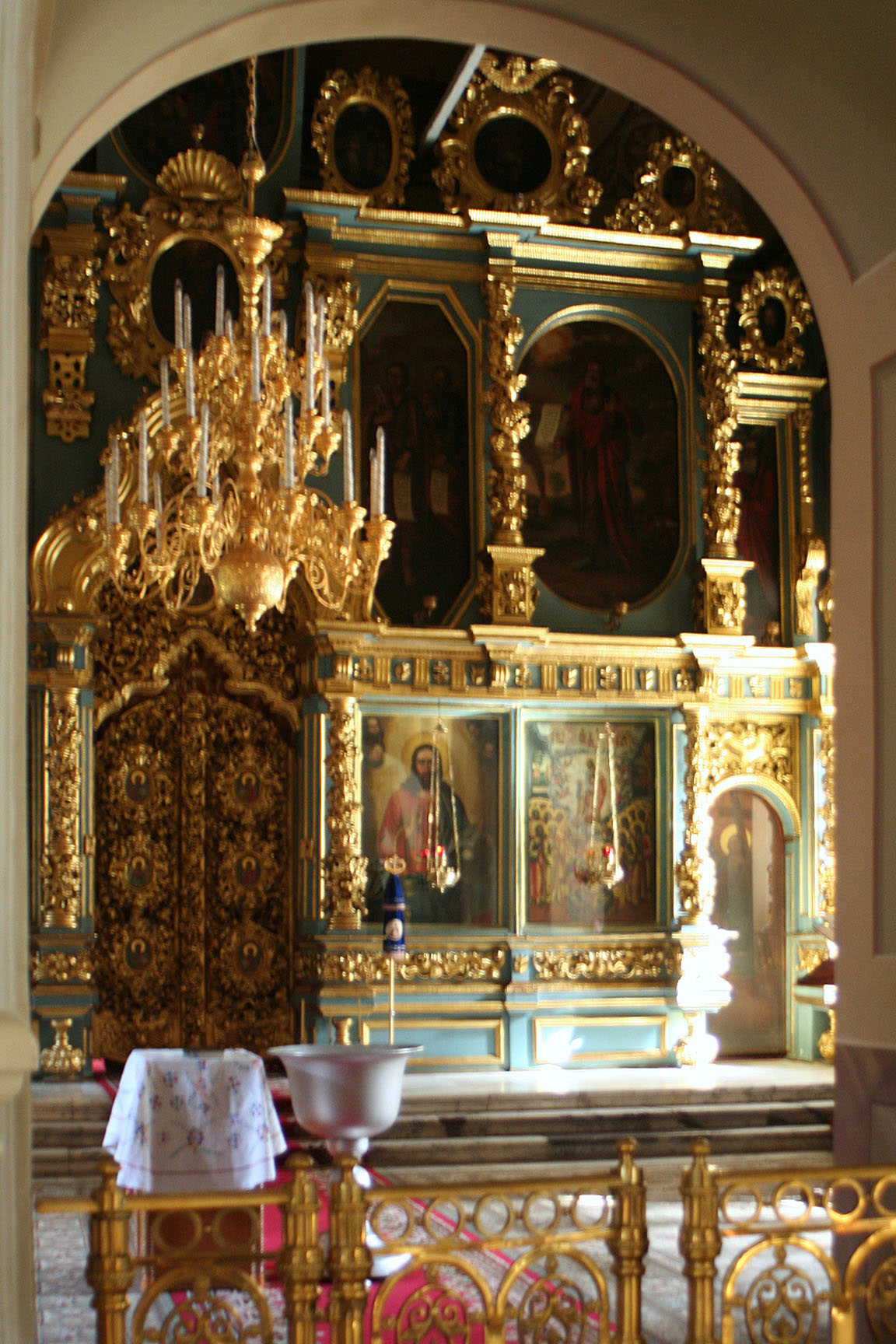
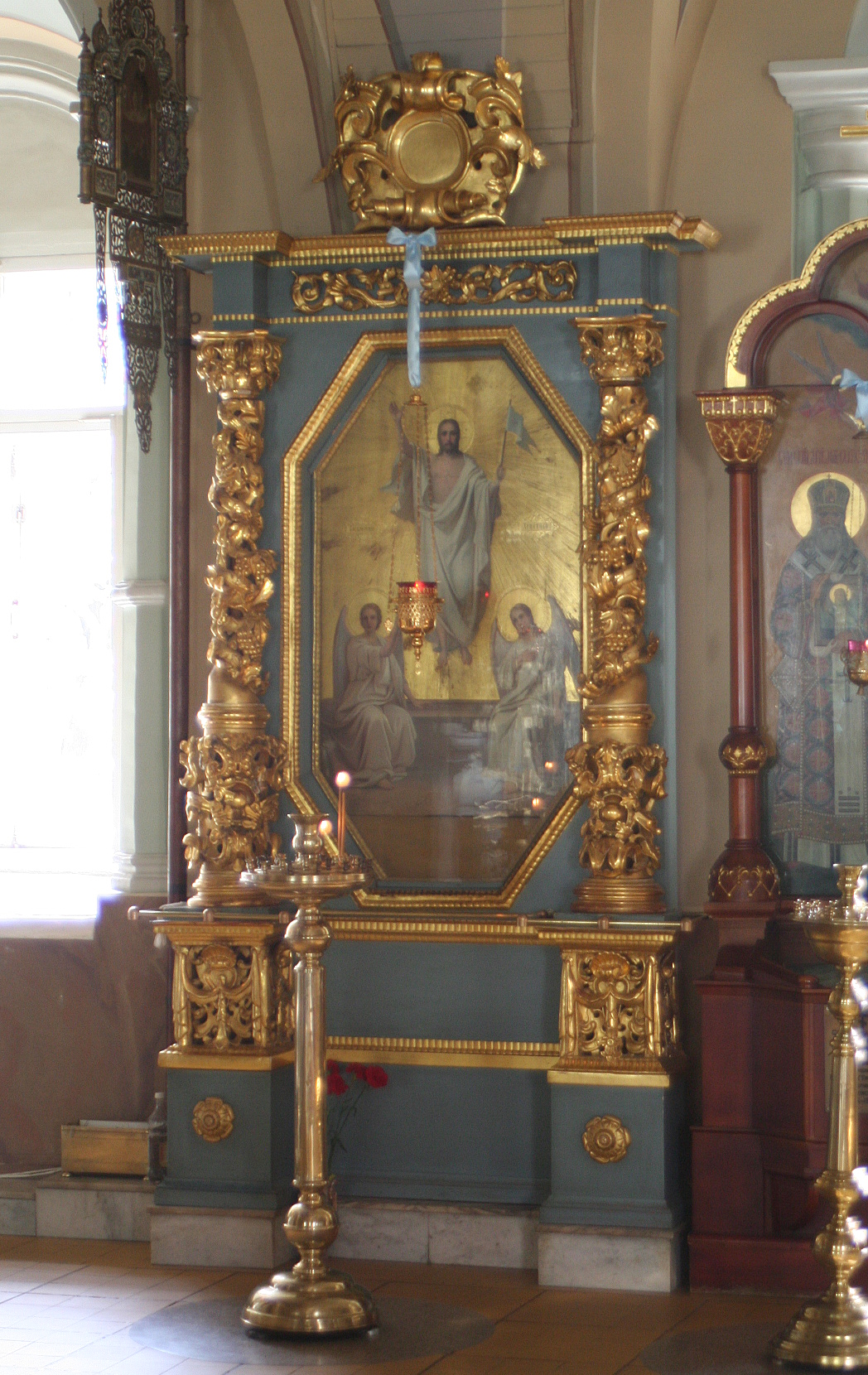
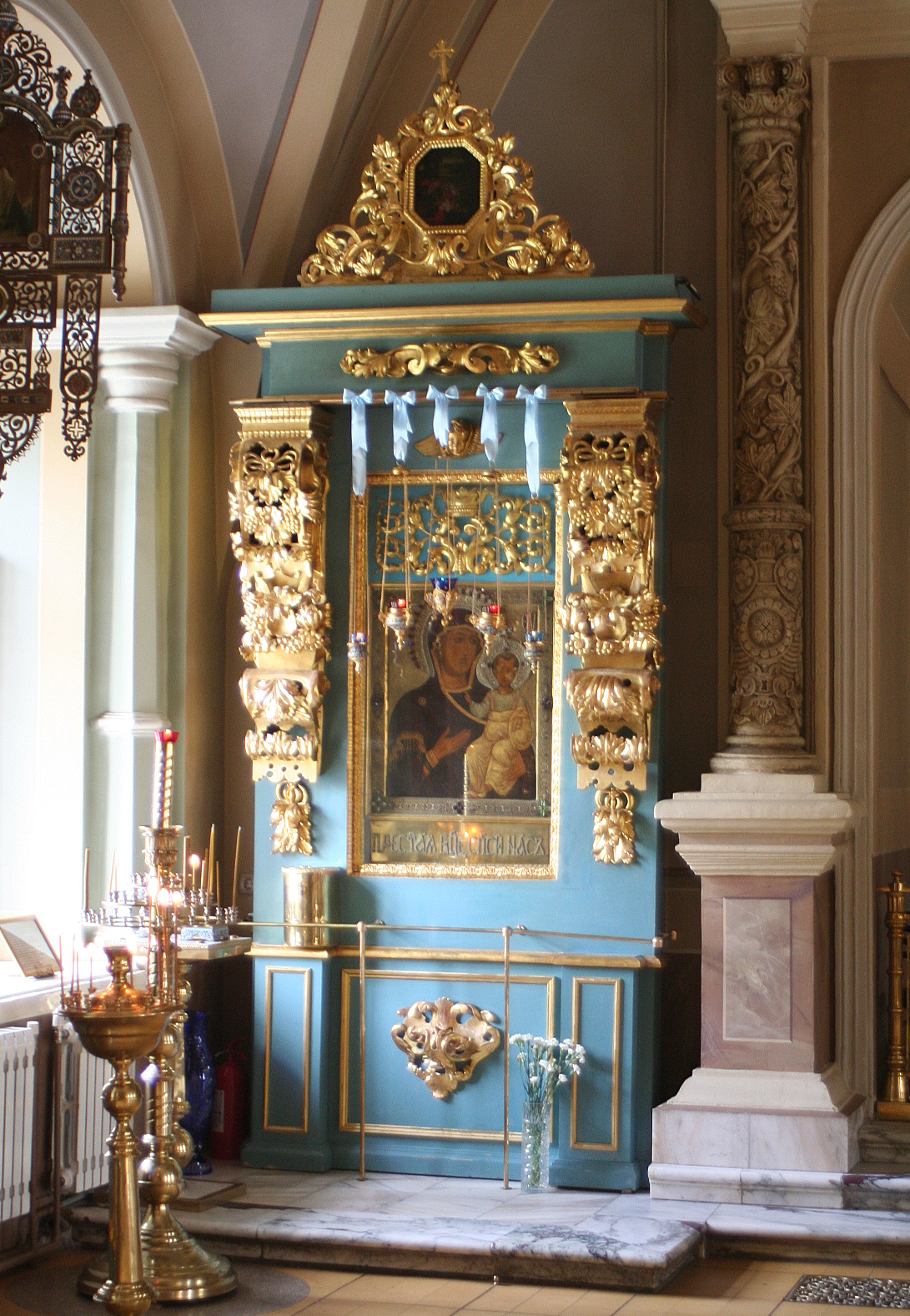
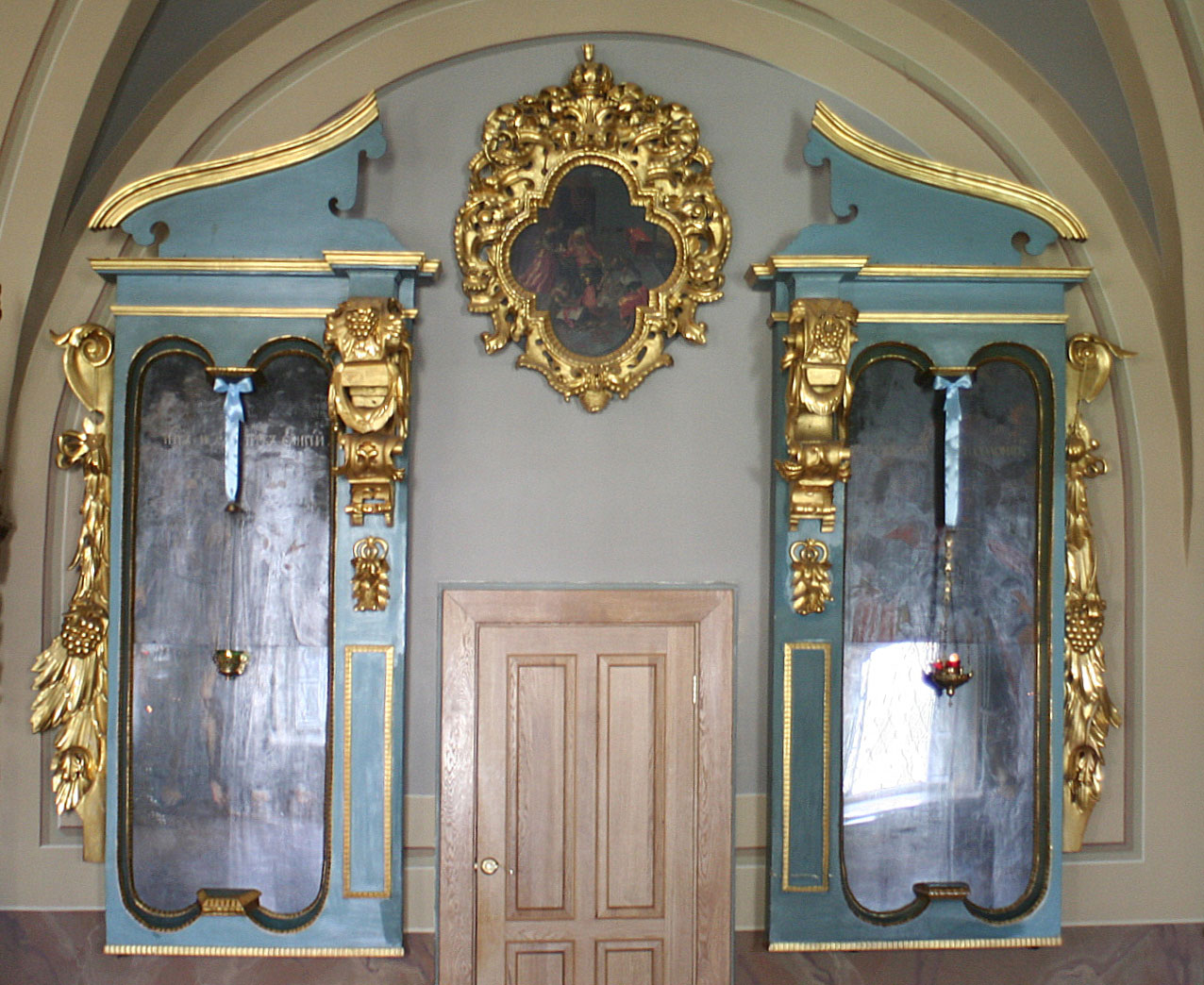

Верхний иконостас 1706 года реставраторы перенесли в Новодевичий монастырь, где из его фрагментов был составлен иконостас и киоты в церкви Успения. Несколько икон попали в собрание ГИМа.

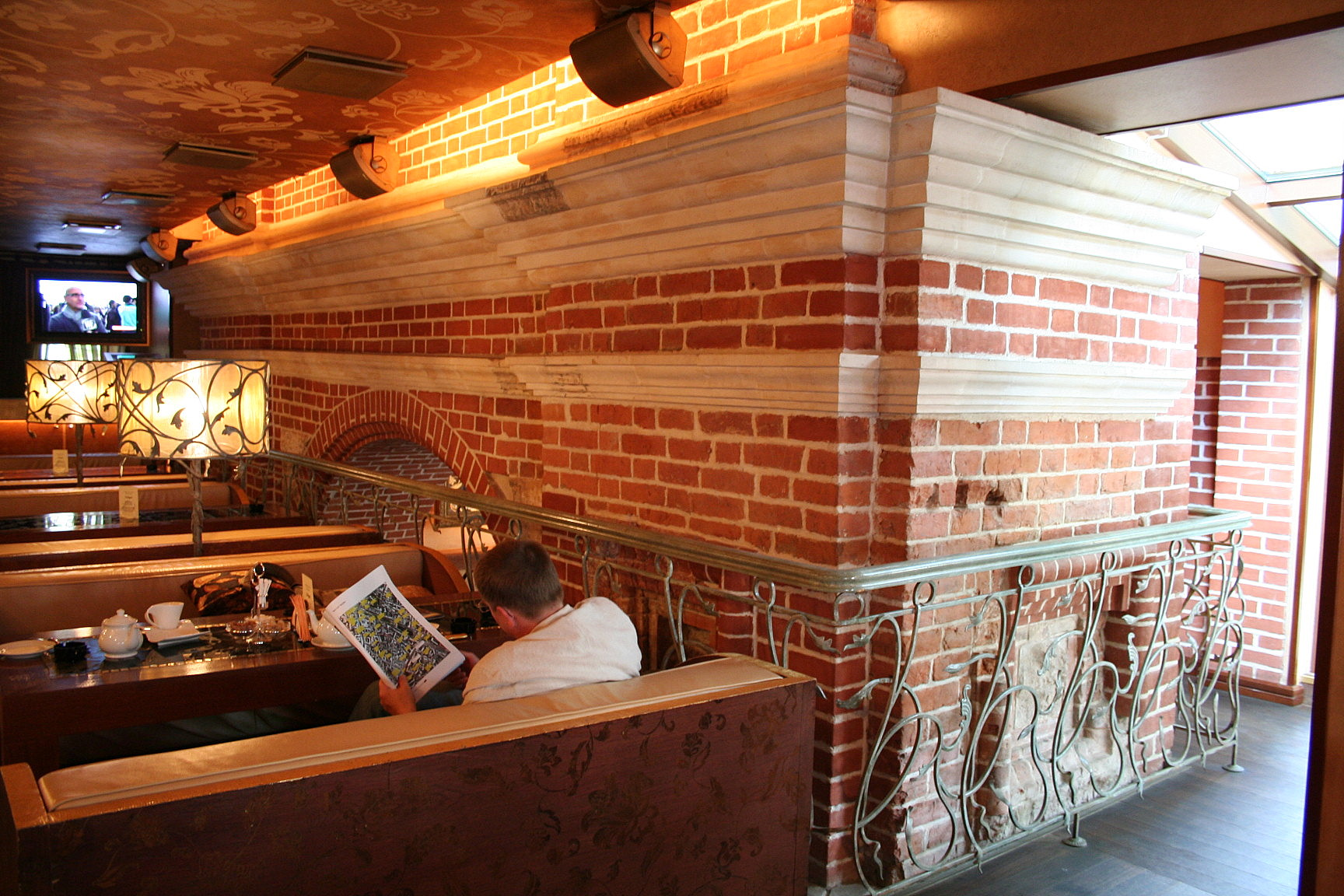
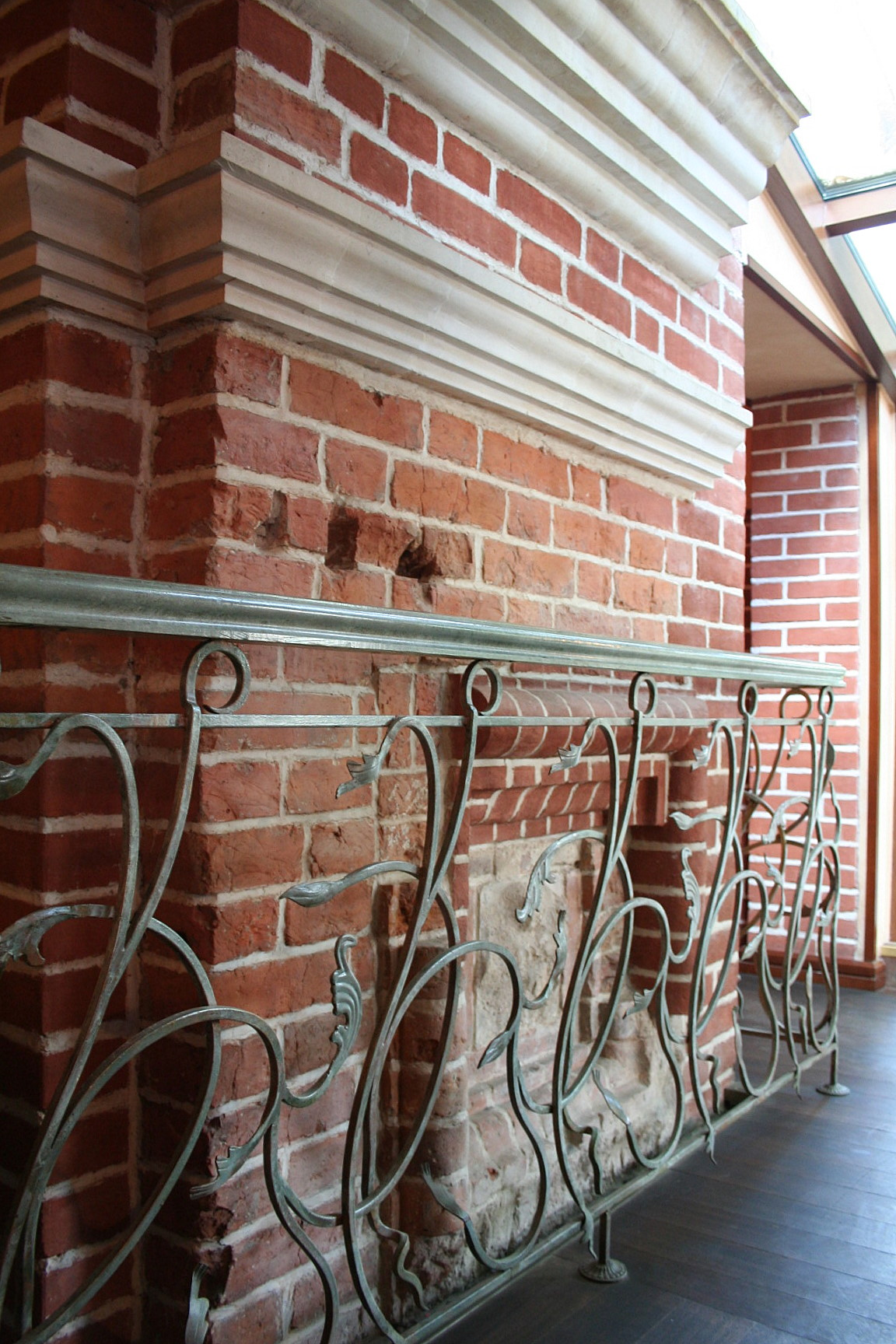
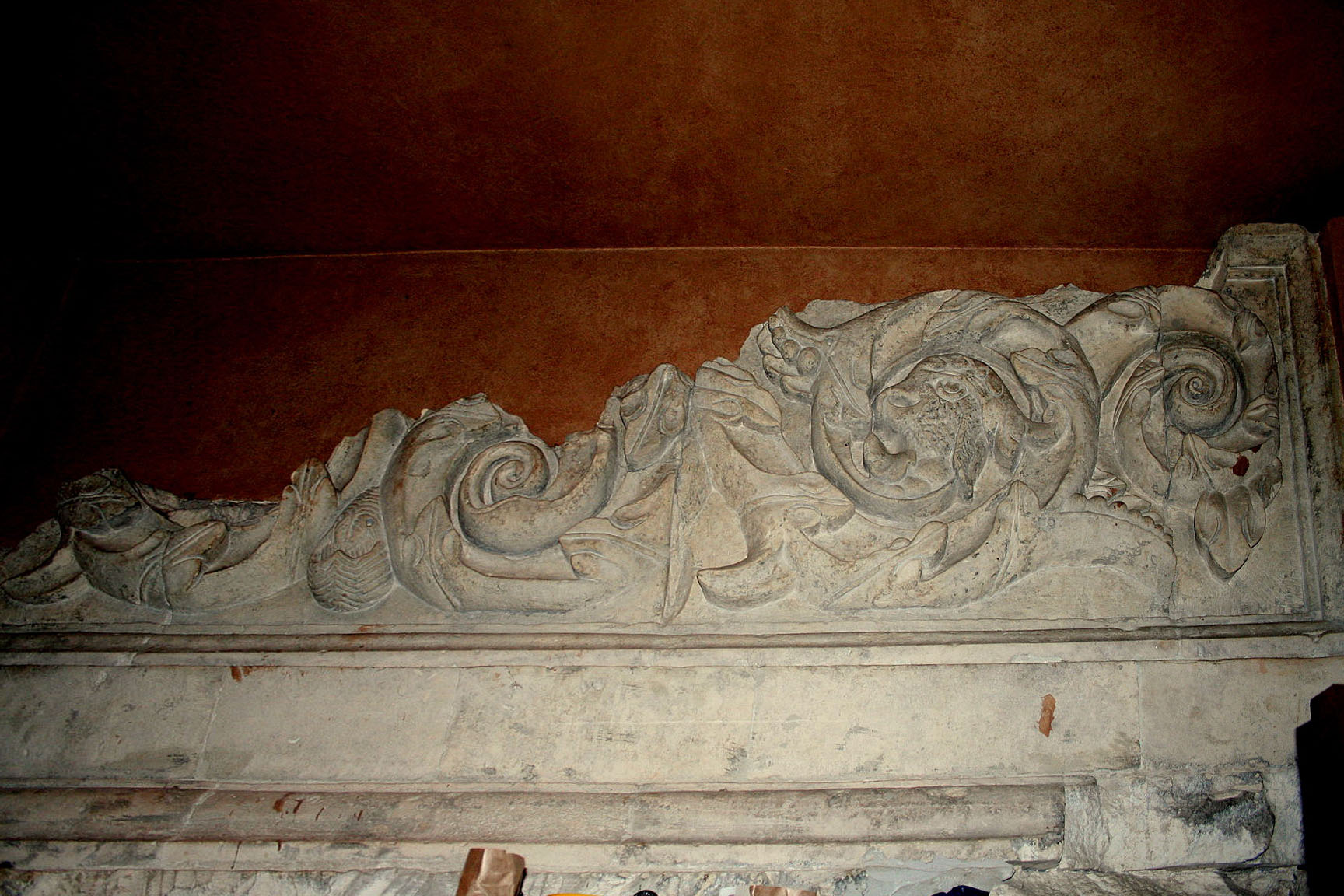

В 2004 году во время ремонта дома причта была найдена стена колокольни церкви Успения с фрагментами кирпичного и резного белокаменного декора. Реставраторы добились сохранения этих элементов, постановку их под охрану государства и реставрации.